# Chaco socos
Chaco socos là một loài nhện trong họ Nemesiidae.
Chaco socos được miêu tả năm 1995 bởi Goloboff.